# Liste der Kulturdenkmäler in Sinspelt
In der Liste der Kulturdenkmäler in Sinspelt sind alle Kulturdenkmäler der rheinland-pfälzischen Ortsgemeinde Sinspelt aufgeführt. Grundlage ist die Denkmalliste des Landes Rheinland-Pfalz (Stand: 27. Juni 2022).

## Einzeldenkmäler
| Bezeichnung | Lage                 | Baujahr                | Beschreibung | Bild            |
| ----------- | -------------------- | ---------------------- | --- | --------------- |
| Heyenhof    | In der Gracht 4 Lage | frühes 19. Jahrhundert | große Hofanlage, frühes 19. Jahrhundert; stattliches Wohnhaus mit fünfachsigem Wohnteil und zweiachsigem Backhaus mit Altenteil, bezeichnet 1804 | Fotos hochladen |